# Afroceto croeseri
Espèce
Afroceto croeseri est une espèce d'araignées aranéomorphes de la famille des Trachelidae.

## Distribution
Cette espèce est endémique d'Afrique du Sud. Elle se rencontre au KwaZulu-Natal et au Cap-Oriental.

## Description
La femelle holotype mesure 5,80 mm et le mâle paratype 4,80 mm.

## Étymologie
Cette espèce est nommée en l'honneur de Peter M. C. Croeser.

## Publication originale
- Lyle & Haddad, 2010 : A revision of the tracheline sac spider genus Cetonana Strand, 1929 in the Afrotropical region, with descriptions of two new genera (Araneae: Corinnidae). African Invertebrates, vol. 51, no 2, p. 321-384 (texte intégral).